# Potaro-Siparuni

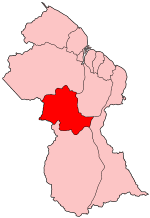
Regionens läge i Guyana.

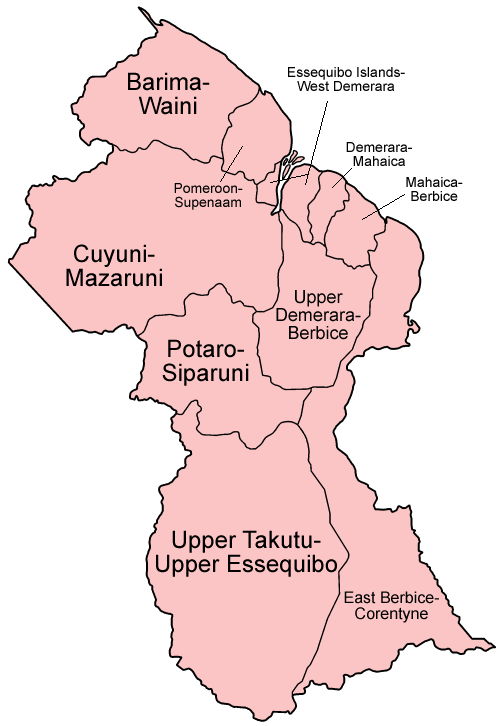
Guyanas 10 regioner.

Regionen Potaro-Siparuni (Region 8 - Potaro-Siparuni) är ett av Guyanas 10 Administrativa regioner.

## Geografi
Potaro-Siparuni har en yta på cirka 20 052 km² med cirka 10 100 invånare. Befolkningstätheten är mindre än 1 invånare/km².
Huvudorten är Mahdia med cirka 4 200 invånare.

## Förvaltning
Regionen förvaltas av en Regional Democratic Council (Regionala demokratiska rådet) som leds av en Chairman (Ordförande). Regionens ordningsnummer är 8 och ISO 3166-2-koden är "GY-PT".
Potaro-Siparuni är underdelad i 9 Neighbourhood Democratic Councils (distrikt):
Ordinarie:
- Inga

Ej ordinarie:
- Madhia / Kuribrong River / Mona Falls
- Monkey Mountain
- Paramakatoi
- Maripari River
- Kurukabaru
- Kopanang / Waipa / Kenepai
- Chenapau River
- Kaibarupai
- Övriga områden

Den nuvarande regionindelningen om 10 regioner infördes 1980.